# Плёсы (Гомельская область)
Плёсы (бел. Плёсы) — деревня в Поколюбичском сельсовете Гомельского района Гомельской области Республики Беларусь.

## География
В 3 км на восток от Гомеля. 
В 0,5 км на северо-восток от деревни расположен железнодорожный остановочный пункт Плёсы.

### Гидрография
На реке Сож (приток реки Днепр).

## История
Обнаруженные археологами стоянка эпохи мезолита (VIII-V-е тысячелетия до н. э., в 1,5 км на север от деревни, на 1-й надпоймовой террасе правого берега реки) и стоянка эпохи неолита (V-III-е тысячелетия до н. э., в 2 км на юг от деревни) свидетельствуют о заселении этих мест с давних времён. По письменным источникам известна с XVI века как деревня Плёсы в Гомельском старостве Речицкого повета Минского воеводства Великого княжества Литовского. В 1640-х годах согласно инвентарю Гомельского староства 4 дыма, владение церкви. В 1752 году упоминается в актах Главного Литовского трибунала.
После 1-го раздела Речи Посполитой (1772 год) в составе Российской империи. С 1776 года во владении фельдмаршала графа П.А. Румянцева-Задунайского, с 1834 года — фельдмаршала князя И.Ф. Паскевича, в составе Богуславской экономии Гомельского поместья. Согласно переписи 1897 года в Гомельской волости Гомельского уезда Могилёвской губернии. В 1909 году 117 десятин земли.
В 1926 году работал почтовый пункт, в Волотовском сельсовете Гомельского района Гомельского округа. В 1929 году жители вступили в колхоз. В 1959 году в составе колхоза имени В.И. Ленина (центр — деревня Поколюбичи).

## Население
- 1864 год — 9 дворов.
- 1897 год — 10 дворов, 128 жителей (согласно переписи).
- 1909 год — 17 дворов.
- 1926 год — 30 дворов, 148 жителей.
- 1959 год — 120 жителей (согласно переписи).
- 2004 год — 24 хозяйства, 46 жителей.

## Транспортная сеть
Транспортные связи по асфальтированным дорогам.